# Acalypha glechomifolia
Acalypha glechomifolia é uma espécie de flor do gênero Acalypha, pertencente à família Euphorbiaceae.